# Pitcairnia patentiflora
Pitcairnia patentiflora är en gräsväxtart som beskrevs av Lyman Bradford Smith. Pitcairnia patentiflora ingår i släktet Pitcairnia och familjen Bromeliaceae.

## Underarter
Arten delas in i följande underarter:
- P. p. armata
- P. p. macrantha
- P. p. patentiflora
- P. p. subintegra